# Drakšl
Drakšl – wieś w Słowenii, w gminie Ormož. 1 stycznia 2018 liczyła 107 mieszkańców.